# Симпликий
Симпли́кий Килики́йский (др.-греч. Σιμπλίκιος ὁ Κῐλίκιος; ок. 490—560) — античный философ-неоплатоник, представитель Афинской школы неоплатонизма. В ряде источников называется латинизированным именем Симплиций (лат. Simplicius). Хотя Симпликий был неоплатоником, он считал, что Аристотель не противоречит Платону, а дополняет его. В своих трудах старался обосновать взаимодополняемость идей обоих знаменитых философов, используя аристотелевы методы для объяснения платоновых идей.
Учился в Александрии у Аммония, сына Гермия, затем переехал в Афины, где стал учеником Дамаския, философию которого полностью разделял. Преподавал в Платоновской Академии, до 529, когда Академия была закрыта по распоряжению императора Юстиниана. В 531 вместе со схолархом Академии Дамаскием и пятью другими академиками Симпликий выехал в Персию ко двору царя Хосрова I, но вскоре, по персидскому договору с Византией, вернулся и с 532/533 жил в Харране, на восточной окраине империи.

## Философия
В период изгнания (после 529) Симпликий написал все свои известные комментарии: к «Физике», «О небе», «О душе», «Категориям» Аристотеля; к «Руководству» Эпиктета; к «Искусству» Гермогена; к трактату «О пифагорейской школе» Ямвлиха. Тексты Симпликия — ценный источник по истории греческой философии; в частности, благодаря комментарию к «Физике» до нас дошло большинство фрагментов досократиков, в особенности Гераклита и Парменида.
Философия Симпликия следует концепции Дамаския. Симпликий убежден в тождестве философий Платона и Аристотеля. Как комментатор придерживается принятой в школе традиции примирять Платона с Аристотелем (хотя чаще отдает предпочтение Аристотелю). Фрагменты Аристотеля с критикой Платона у Симпликия всегда интерпретируются либо как чисто словесное расхождение Платона и Аристотеля, как дальнейшее развитие платоновских идей у Аристотеля, либо как относящиеся вовсе не к Платону.
В учении о душе, например, по мнению Симпликия, Платон и Аристотель полностью совпадают: если душа мира, по Платону, неподвижна, это не значит, что она вовсе лишена всякого движения, поскольку именно она и есть причина движения мира; а если Аристотель учит о подвижности души, эта подвижность возможна только потому, что душа, взятая сама по себе, есть вполне определенная, неподвижная, категория, потенциально-подлежащая движению.
В комментарии на «Руководство» Эпиктета Симпликий дает «сниженное» представление о первой неоплатонической ипостаси с трактовкой её не выше, чем демиурга, в то время как канонически первая ипостась трактуется безусловно к демиургу высшей, а демиург впервые «появляется» только во второй, то есть уже в чисто ноуменальной, ипостаси. То есть Единое у Симпликия понимается не столько в его надмножественной сущности, сколько именно в виде исходного единства [любой] логически следующей за ним множественности. (Такое понимание соответствует общей тенденции Афинской школы к снижению платоновской, и за ней плотиновской традиции.)
Наибольший интерес представляет учение Симпликия о пространстве и времени, а также его полемика (в комментарии к «Физике») с Иоанном Филопоном по поводу понятий субстанции, формы, общего и частного и характера человеческого познания. Известно также учение Симпликия о «пневматическом» теле, среднем между разумной душой и физическим телом и управляющем всеми аффективными состояниями человека.

## Математика
Симпликий был весьма осведомлен в математике. В его философских сочинениях сохранился ряд фрагментов античных авторов, весьма важных для истории античной математики. В частности, в комментариях к «Физике» Аристотеля имеется текст, освещающий историю задачи о квадратуре круга в доархимедовский период и содержащий извлечения из Евдема Родосского, в которых описываются «луночки» Гиппократа Хиосского.
Симпликий был автором не дошедшего до нас комментария к «Началам» Евклида. Большое число цитат из этого комментария сохранилось в комментариях к «Началам», составленным персидским математиком X века ан-Найризи.

### Сочинения
Комментарии Симпликия в основном изданы в серии «Commentaria in Aristotelem Graeca»), английские переводы публикуются в серии «Ancient Commentators on Aristotle»).
- Симпликий, комментарий к «О небе»:
  - текст: CAG. Vol. 7 (1894). 819 p.
  - англ. пер. в 7 томах:
    - Simplicius: On Aristotle’s «On the Heavens 1.1-4», translated by Robert J. Hankinson. Cornell University Press, Ithaca (N.Y.) 2002. ISBN 0-8014-3907-8
    - Simplicius: On Aristotle, On the Heavens 1.5-9, translated by Robert J. Hankinson. Duckworth, London 2004. ISBN 0-7156-3231-0
    - Simplicius: On Aristotle’s «On the Heavens 1.10-12», translated by Robert J. Hankinson. Cornell University Press, Ithaca (N.Y.) 2006. ISBN 0-8014-4216-8
    - Simplicius: On Aristotle, On the Heavens 2.1-9, translated by Ian Mueller. Duckworth, London 2004. ISBN 0-7156-3200-0
    - Simplicius: On Aristotle, On the Heavens 2.10-14, translated by Ian Mueller. Duckworth, London 2005. ISBN 0-7156-3342-2
    - Simplicius: On Aristotle, On the Heavens 3.1-7, translated by Ian Mueller. Duckworth, London 2009. ISBN 0-7156-3843-2
    - Simplicius: On Aristotle, On the Heavens 3.7-4.6, translated by Ian Mueller. Duckworth, London 2009. ISBN 0-7156-3844-0
- Симпликий, комментарий к «Категориям»:
  - текст: CAG. Vol. 8 (1907). 621 p.
  - англ. пер. в 4 томах:
    - Simplicius: On Aristotle, Categories 1-4, translated by Michael Chase. Duckworth, London 2003. ISBN 0-7156-3197-7
    - Simplicius: On Aristotle, Categories 5-6, translated by Frans A.J. de Haas and Barrie Fleet. Duckworth, London 2001. ISBN 0-7156-3037-7
    - Simplicius: On Aristotle’s «Categories 7-8», translated by Barrie Fleet. Cornell University Press, Ithaca (N.Y.) 2002. ISBN 0-8014-3839-X
    - Simplicius: On Aristotle, Categories 9-15, translated by Richard Gaskin. Cornell University Press, Ithaca (N.Y.) 2000. ISBN 0-8014-3691-5
- Симпликий, комментарий к «Физике».
  - текст книг 1-4: CAG. Vol. 9 (1882). 850 p.
  - текст книг 5-8: CAG. Vol. 10 (1895). 693 p.
  - англ. пер. (вышло 7 томов, не завершен):
    - Simplicius: On Aristotle, Physics 2, translated by Barrie Fleet. Duckworth, London 1997. ISBN 0-7156-2732-5
    - Simplicius: On Aristotle, Physics 3, translated by James O. Urmson. Duckworth, London 2002. ISBN 0-7156-3067-9
    - Simplicius: On Aristotle, Physics 4.1-5, 10-14, translated by James O. Urmson. Duckworth, London 1992. ISBN 0-7156-2434-2
    - Simplicius: On Aristotle, Physics 5, translated by James O. Urmson. Duckworth, London 1997. ISBN 0-7156-2765-1
    - Simplicius on Aristotle’s Physics 6, translated by David Konstan. Cornell University Press, Ithaca (N.Y.) 1989. ISBN 0-8014-2238-8
    - Simplicius: On Aristotle, Physics 7, translated by Charles Hagen. Duckworth, London 1994. ISBN 0-7156-2485-7
    - Simplicius: On Aristotle, Physics 8.6-10, translated by Richard McKirahan. Duckworth, London 2001. ISBN 0-7156-3039-3
- Симпликий (? — принадлежность спорна), комментарий к «О душе».
  - текст: CAG. Vol. 11 (1882). 391 p.
  - англ. пер. (изданы 3 тома из 4):
    - Simplicius: On Aristotle’s On the Soul 1.1-2.4, translated by James O. Urmson. Cornell University Press, Ithaca (N.Y.) 1995. ISBN 0-8014-3160-3
    - Priscian: On Theophrastus on Sense-Perception, with «Simplicius»: On Aristotle, On the Soul 2.5-12, translated by Carlos Steel u. a.. Duckworth, London 1997. ISBN 0-7156-2752-X
    - «Simplicius»: On Aristotle, On the Soul 3.1-5, translated by Henry J. Blumenthal. Duckworth, London 2000. ISBN 0-7156-2896-8

Другие произведения в англ. пер.:
- Simplicius: Corollaries on Place and Time, translated by James O. Urmson. Duckworth, London 1992. ISBN 0-7156-2252-8
- Simplicius: On Epictetus, Handbook 1-26, translated by Tad Brennan and Charles Brittain. Duckworth, London 2002. ISBN 0-7156-3068-7
- Simplicius: On Epictetus, Handbook 27-53, translated by Tad Brennan and Charles Brittain. Duckworth, London 2002. ISBN 0-7156-3069-5

Русские переводы:
- Симпликий. Комментарий к «Физике» Аристотеля (кн. 1, гл. 1). // В сб.: Философия природы в античности и в средние века. М., 1998.
- Симпликий Комментарий к четырём книгам трактата Аристотеля «О небе». Комментарий ко второй книге. // Историко-философский ежегодник 2004. М., 2005. С.11-33.

Французские переводы:
- Simplicius. Commentaire sur les Catégories, Tr., comm. sous la dir. de I. Hadot. Fasc. 1-4. Leiden, 1990—1997.
- В серии «Collection Budé»: Simplicius. Commentaire sur le Manuel d’Epictète. Tome I : Chapitres I à XXIX. Texte établi et traduit par I. Hadot. 2e tirage 2003. CLXXII, 314 p. ISBN 978-2-251-00493-8

### Исследования
- Бородай Т. Ю. Симпликий Киликийский. // Античная философия: Энциклопедический словарь. М., 2008. С. 667—668. (библиография)
- Целлер Э. Очерк истории греческой философии. — М., 1912.
- Сидоров А. И. Неоплатонизм и манихейство (Александр из Ликополя, Симпликий). // Вестник Древней Истории. — М., 1980, № 3. С. 45.
- Лосев А. Ф. История античной эстетики. Том VII. — М.: Искусство, 1988.
- Россиус А. А. Учение о гомоцентрических сферах в разных его античных вариантах по Симпликию. // Историко-философский ежегодник. — М., 2005. С. 5—10.
- Гарнцев М. А. Симпликий о подходах Платона и Аристотеля к проблеме времени. // Философия и будущее цивилизации. Тезисы докладов и выступлений IV Российского философского конгресса (Москва 24—28 мая 2005 г.). В 5 т. Т. 2. — М., 2005. С. 13—14.